# Lijst van staatshoofden en regeringsleiders in 2023
Deze lijst van staatshoofden en regeringsleiders in 2023 noemt de staatshoofden en regeringsleiders die in 2023 actief waren van de 193 landen die zijn aangesloten bij de Verenigde Naties alsmede Kosovo, Palestina, Taiwan en Vaticaanstad.

## A
| Landsnaam                                     | Staatshoofd | Regeringsleider                                                                            |
| --------------------------------------------- | --- | ------------------------------------------------------------------------------------------ |
| Afghanistan                                   | |                                                                                            |
| Waarnemend president Amrullah Saleh (betwist) | |                                                                                            |
| Opperste leider Haibatullah Akhundzada        | Premier Hasan Akhund (waarnemend, tot 17 mei) Premier Abdul Kabir (waarnemend, van 17 mei tot 17 juli) Premier Hasan Akhund (waarnemend, vanaf 17 juli) |                                                                                            |
| Albanië                                       | President Bajram Begaj | Premier Edi Rama                                                                           |
| Algerije                                      | President Abdelmadjid Tebboune | Premier Aymen Benabderrahmane (tot 11 november) Premier Nadir Larbaoui (vanaf 11 november) |
| Andorra                                       | Coprins Joan Enric Vives i Sicília Coprins Emmanuel Macron                                                                                              | Premier Xavier Espot Zamora                                                                |
| Angola                                        | President João Lourenço | President João Lourenço                                                                    |
| Antigua en Barbuda                            | Koning Charles III | Premier Gaston Browne                                                                      |
| Argentinië                                    | President Alberto Fernández (tot 10 december) President Javier Milei (vanaf 10 december)                                                                | President Alberto Fernández (tot 10 december) President Javier Milei (vanaf 10 december)   |
| Armenië                                       | President Vahagn Khachatryan | Premier Nikol Pasjinian                                                                    |
| Australië                                     | Koning Charles III | Premier Anthony Albanese                                                                   |
| Azerbeidzjan                                  | President İlham Əliyev | Premier Ali Asadov                                                                         |

## B
| Landsnaam             | Staatshoofd | Regeringsleider                                                                           |
| --------------------- | --- | ----------------------------------------------------------------------------------------- |
| Bahama's              | Koning Charles III | Premier Philip Davis                                                                      |
| Bahrein               | Koning Hamad bin Isa Al Khalifa                                                                                              | Premier Salman bin Hamad bin Isa Al Khalifa                                               |
| Bangladesh            | President Abdul Hamid (tot 24 april) President Mohammed Shahabuddin (vanaf 24 april)                                         | Premier Sjeik Hasina                                                                      |
| Barbados              | President Sandra Mason | Premier Mia Mottley                                                                       |
| België                | Koning Filip | Premier Alexander De Croo                                                                 |
| Belize                | Koning Charles III | Premier Johnny Briceño                                                                    |
| Benin                 | President Patrice Talon | President Patrice Talon                                                                   |
| Bhutan                | Koning Jigme Khesar Namgyel Wangchuk                                                                                         | Premier Lotay Tshering (tot 1 november) Waarnemer Chogyal Dago Rigdzin (vanaf 1 november) |
| Bolivia               | President Luis Arce | President Luis Arce                                                                       |
| Bosnië en Herzegovina | Drie-presidentschap: Denis Bećirović, Željka Cvijanović (voorzitter tot 16 juli) en Željko Komšić (voorzitter vanaf 16 juli) | Premier Zoran Tegeltija (tot 25 januari) Premier Borjana Krišto (vanaf 25 januari)        |
| Botswana              | President Mokgweetsi Masisi                                                                                                  | President Mokgweetsi Masisi                                                               |
| Brazilië              | President Luiz Inácio Lula da Silva                                                                                          | President Luiz Inácio Lula da Silva                                                       |
| Brunei                | Sultan en premier Hassanal Bolkiah                                                                                           | Sultan en premier Hassanal Bolkiah                                                        |
| Bulgarije             | President Rumen Radev | Premier Galab Donev (waarnemend, tot 6 juni) Premier Nikolai Denkov (vanaf 6 juni)        |
| Burkina Faso          | President Ibrahim Traoré (waarnemend)                                                                                        | Premier Apollinaire Joachim Kyélem de Tambèla (waarnemend)                                |
| Burundi               | President Évariste Ndayishimiye                                                                                              | Premier Gervais Ndirakobuca                                                               |

## C
| Landsnaam                     | Staatshoofd                                                                                        | Regeringsleider                                                                                    |
| ----------------------------- | -------------------------------------------------------------------------------------------------- | -------------------------------------------------------------------------------------------------- |
| Cambodja                      | Koning Norodom Sihamoni                                                                            | Premier Hun Sen (tot 22 augustus) Premier Hun Manet (vanaf 22 augustus)                            |
| Canada                        | Koning Charles III                                                                                 | Premier Justin Trudeau                                                                             |
| Centraal-Afrikaanse Republiek | President Faustin-Archange Touadéra                                                                | Premier Félix Moloua                                                                               |
| Chili                         | President Gabriel Boric                                                                            | President Gabriel Boric                                                                            |
| China                         | President Xi Jinping                                                                               | Premier Li Keqiang (tot 11 maart) Premier Li Qiang (vanaf 11 maart)                                |
| Colombia                      | President Gustavo Petro                                                                            | President Gustavo Petro                                                                            |
| Comoren                       | President Azali Assoumani                                                                          | President Azali Assoumani                                                                          |
| Congo-Brazzaville             | President Denis Sassou-Nguesso                                                                     | Premier Anatole Collinet Makosso                                                                   |
| Congo-Kinshasa                | President Félix Tshisekedi                                                                         | Premier Jean-Michel Sama Lukonde                                                                   |
| Costa Rica                    | President Rodrigo Chaves Robles                                                                    | President Rodrigo Chaves Robles                                                                    |
| Cuba                          | President Miguel Díaz-Canel                                                                        | Premier Manuel Marrero Cruz                                                                        |
| Cyprus                        | President Nikos Anastasiadis (tot 28 februari) President Nikos Christodoulides (vanaf 28 februari) | President Nikos Anastasiadis (tot 28 februari) President Nikos Christodoulides (vanaf 28 februari) |

## D
| Landsnaam              | Staatshoofd                                                                           | Regeringsleider                   |
| ---------------------- | ------------------------------------------------------------------------------------- | --------------------------------- |
| Denemarken             | Koningin Margarethe II                                                                | Premier Mette Frederiksen         |
| Djibouti               | President Ismaïl Omar Guelleh                                                         | Premier Abdoulkader Kamil Mohamed |
| Dominica               | President Charles Savarin (tot 2 oktober) President Sylvanie Burton (vanaf 2 oktober) | Premier Roosevelt Skerrit         |
| Dominicaanse Republiek | President Luis Abinader                                                               | President Luis Abinader           |
| Duitsland              | Bondspresident Frank-Walter Steinmeier                                                | Bondskanselier Olaf Scholz        |

## E
| Landsnaam          | Staatshoofd                                                                                                   | Regeringsleider                                                                                               |
| ------------------ | --- | --- |
| Ecuador            | President Guillermo Lasso (tot 23 november) President Daniel Noboa (vanaf 23 november)                        | President Guillermo Lasso (tot 23 november) President Daniel Noboa (vanaf 23 november)                        |
| Egypte             | President Abdul Fatah al-Sisi                                                                                 | Premier Moustafa Madbouly                                                                                     |
| El Salvador        | President Nayib Bukele (tot 1 december) President Claudia Rodríguez de Guevara (waarnemend, vanaf 1 december) | President Nayib Bukele (tot 1 december) President Claudia Rodríguez de Guevara (waarnemend, vanaf 1 december) |
| Equatoriaal-Guinea | President Teodoro Obiang Nguema Mbasogo                                                                       | Premier Francisco Pascual Obama Asue (tot 1 februari) Premier Manuela Roka Botey (vanaf 1 februari)           |
| Eritrea            | President Isaias Afewerki                                                                                     | President Isaias Afewerki                                                                                     |
| Estland            | President Alar Karis                                                                                          | Premier Kaja Kallas                                                                                           |
| Ethiopië           | President Sahle-Work Zewde                                                                                    | Premier Abiy Ahmed                                                                                            |

## F
| Landsnaam  | Staatshoofd                    | Regeringsleider                                                        |
| ---------- | ------------------------------ | ---------------------------------------------------------------------- |
| Fiji       | President Wiliame Katonivere   | Premier Sitiveni Rabuka                                                |
| Filipijnen | President Ferdinand Marcos jr. | President Ferdinand Marcos jr.                                         |
| Finland    | President Sauli Niinistö       | Premier Sanna Marin (tot 20 juni) Premier Petteri Orpo (vanaf 20 juni) |
| Frankrijk  | President Emmanuel Macron      | Premier Élisabeth Borne                                                |

## G
| Landsnaam     | Staatshoofd                                                                                          | Regeringsleider |
| ------------- | --- | --- |
| Gabon         | President Ali Bongo Ondimba (tot 30 augustus) President Brice Oligui (waarnemend, vanaf 30 augustus) | Premier Rose Christiane Raponda (tot 9 januari) Premier Alain Claude Bilie By Nze (van 9 januari tot 30 augustus) Premier Raymond Ndong Sima (vanaf 8 september) |
| Gambia        | President Adama Barrow                                                                               | President Adama Barrow |
| Georgië       | President Salome Zoerabisjvili                                                                       | Premier Irakli Garibasjvili |
| Ghana         | President Nana Akufo-Addo                                                                            | President Nana Akufo-Addo |
| Grenada       | Koning Charles III                                                                                   | Premier Dickon Mitchell |
| Griekenland   | President Katerina Sakellaropoulou                                                                   | Premier Kyriakos Mitsotakis (tot 25 mei) Premier Ioannis Sarmas (waarnemend, van 25 mei tot 26 juni) Premier Kyriakos Mitsotakis (vanaf 26 juni)                 |
| Guatemala     | President Alejandro Giammattei                                                                       | President Alejandro Giammattei |
| Guinee        | President Mamady Doumbouya                                                                           | Premier Bernard Gomou |
| Guinee-Bissau | President Umaro Sissoco Embaló                                                                       | Premier Nuno Gomes Nabiam (tot 8 augustus) Premier Geraldo Martins (van 8 augustus tot 20 december) Premier Rui Duarte de Barros (vanaf 20 december)             |
| Guyana        | President Irfaan Ali                                                                                 | Premier Mark Phillips |

## H
| Landsnaam | Staatshoofd                        | Regeringsleider          |
| --------- | ---------------------------------- | ------------------------ |
| Haïti     | President Ariel Henry (waarnemend) | Premier Ariel Henry      |
| Honduras  | President Xiomara Castro           | President Xiomara Castro |
| Hongarije | President Katalin Novák            | Premier Viktor Orbán     |

## I
| Landsnaam | Staatshoofd                            | Regeringsleider                                                                      |
| --------- | -------------------------------------- | ------------------------------------------------------------------------------------ |
| Ierland   | President Michael D. Higgins           | Taoiseach Leo Varadkar                                                               |
| IJsland   | President Guðni Thorlacius Jóhannesson | Premier Katrín Jakobsdóttir                                                          |
| India     | President Draupadi Murmu               | Premier Narendra Modi                                                                |
| Indonesië | President Joko Widodo                  | President Joko Widodo                                                                |
| Irak      | President Abdul Latif Rashid           | Premier Mohammed Shia' Al Sudani                                                     |
| Iran      | Ayatollah Ali Khamenei                 | President Ebrahim Raisi                                                              |
| Israël    | President Yitzhak Herzog               | Premier Benjamin Netanyahu                                                           |
| Italië    | President Sergio Mattarella            | Premier Giorgia Meloni                                                               |
| Ivoorkust | President Alassane Ouattara            | Premier Patrick Achi (tot 17 oktober) Premier Robert Beugré Mambé (vanaf 17 oktober) |

## J
| Landsnaam | Staatshoofd                                          | Regeringsleider                |
| --------- | ---------------------------------------------------- | ------------------------------ |
| Jamaica   | Koning Charles III                                   | Premier Andrew Holness         |
| Japan     | Keizer Naruhito                                      | Premier Fumio Kishida          |
| Jemen     | Voorzitter van de presidentiële raad Rashad al-Alimi | Premier Maeen Abdulmalik Saeed |
| Jordanië  | Koning Abdoellah II                                  | Premier Bisjer Al-Khasawneh    |

## K
| Landsnaam  | Staatshoofd | Regeringsleider                       |
| ---------- | --- | ------------------------------------- |
| Kaapverdië | President José Maria Neves                                                                                         | Premier Ulisses Correia e Silva       |
| Kameroen   | President Paul Biya                                                                                                | Premier Joseph Dion Ngute             |
| Kazachstan | President Kassym-Jomart Tokajev                                                                                    | Premier Alichan Smajlov               |
| Kenia      | President William Ruto                                                                                             | President William Ruto                |
| Kirgizië   | President Sadyr Zjaparov                                                                                           | Premier Akylbek Zjaparov              |
| Kiribati   | President Taneti Maamau                                                                                            | President Taneti Maamau               |
| Koeweit    | Emir Nawaf Al-Ahmad Al-Jaber Al-Sabah (tot 16 december) Emir Mishal Al-Ahmad Al-Jaber Al-Sabah (vanaf 16 december) | Premier Ahmad Nawaf Al-Ahmad Al-Sabah |
| Kosovo     | President Vjosa Osmani                                                                                             | Premier Albin Kurti                   |
| Kroatië    | President Zoran Milanović                                                                                          | Premier Andrej Plenković              |

## L
| Landsnaam     | Staatshoofd                                                                   | Regeringsleider |
| ------------- | ----------------------------------------------------------------------------- | --- |
| Laos          | President Thongloun Sisoulith                                                 | Premier Sonexay Siphandone                                                                                            |
| Lesotho       | Koning Letsie III                                                             | Premier Sam Matekane                                                                                                  |
| Letland       | President Egils Levits (tot 8 juli) President Edgars Rinkēvičs (vanaf 8 juli) | Premier Arturs Krišjānis Kariņš (tot 15 september) Premier Evika Siliņa (vanaf 15 september)                          |
| Libanon       | Waarnemend president Najib Mikati                                             | Premier Najib Mikati                                                                                                  |
| Liberia       | President George Weah                                                         | President George Weah                                                                                                 |
| Libië         | Voorzitter van de presidentiële raad Mohamed al-Menfi                         | Premier Abdul Hamid Dbeibeh Premier Fathi Bashagha (betwist, tot 16 mei) Premier Osama Hamada (betwist, vanaf 16 mei) |
| Liechtenstein | Prins Hans Adam II                                                            | Premier Daniel Risch                                                                                                  |
| Litouwen      | President Gitanas Nausėda                                                     | Premier Ingrida Šimonytė                                                                                              |
| Luxemburg     | Groothertog Hendrik                                                           | Premier Xavier Bettel (tot 17 november) Premier Luc Frieden (vanaf 17 november)                                       |

## M
| Landsnaam        | Staatshoofd | Regeringsleider                                                                                |
| ---------------- | --- | ---------------------------------------------------------------------------------------------- |
| Madagaskar       | President Andry Rajoelina (tot 9 september) President Christian Ntsay (waarnemend, van 9 september tot 27 oktober) President Richard Ravalomanana (waarnemend, van 27 oktober tot 16 december) President Andry Rajoelina (vanaf 16 december) | Premier Christian Ntsay                                                                        |
| Malawi           | President Lazarus Chakwera | President Lazarus Chakwera                                                                     |
| Malediven        | President Ibrahim Mohamed Solih (tot 17 november) President Mohamed Muizzu (vanaf 17 november) | President Ibrahim Mohamed Solih (tot 17 november) President Mohamed Muizzu (vanaf 17 november) |
| Maleisië         | Koning Abdullah van Pahang | Premier Anwar Ibrahim                                                                          |
| Mali             | President Assimi Goïta (waarnemend) | Premier Choguel Kokalla Maïga (waarnemend)                                                     |
| Malta            | President George Vella | Premier Robert Abela                                                                           |
| Marokko          | Koning Mohammed VI | Premier Aziz Akhannouch                                                                        |
| Marshalleilanden | President David Kabua | President David Kabua                                                                          |
| Mauritanië       | President Mohamed Ould Ghazouani | Premier Mohamed Ould Bilal                                                                     |
| Mauritius        | President Prithvirajsing Roopun | Premier Pravind Jugnauth                                                                       |
| Mexico           | President Andrés Manuel López Obrador | President Andrés Manuel López Obrador                                                          |
| Micronesië       | President David Panuelo (tot 11 mei) President Wesley Simina (vanaf 11 mei) | President David Panuelo (tot 11 mei) President Wesley Simina (vanaf 11 mei)                    |
| Moldavië         | President Maia Sandu | Premier Natalia Gavrilița (tot 16 februari) Premier Dorin Recean (vanaf 16 februari)           |
| Monaco           | Prins Albert II | Minister van Staat Pierre Dartout                                                              |
| Mongolië         | President Ukhnaagiin Khürelsükh | Premier Luvsannamsrain Oyun-Erdene                                                             |
| Montenegro       | President Milo Đukanović (tot 20 mei) President Jakov Milatović (vanaf 20 mei) | Premier Dritan Abazović (tot 31 oktober) Premier Milojko Spajić (vanaf 31 oktober)             |
| Mozambique       | President Filipe Nyusi | Premier Adriano Maleiane                                                                       |
| Myanmar          | Generaal Min Aung Hlaing | President Myint Swe (waarnemend)                                                               |

## N
| Landsnaam                  | Staatshoofd | Regeringsleider |
| -------------------------- | --- | --- |
| Namibië                    | President Hage Geingob | Premier Saara Kuugongelwa |
| Nauru                      | President Russ Kun (tot 30 oktober) President David Adeang (vanaf 30 oktober)                                                                       | President Russ Kun (tot 30 oktober) President David Adeang (vanaf 30 oktober)                                                                |
| Koninkrijk der Nederlanden | Koning Willem-Alexander | Minister-president Mark Rutte |
| Nepal                      | President Bidhya Devi Bhandari (tot 13 maart) President Ram Chandra Poudel (vanaf 13 maart)                                                         | Premier Pushpa Kamal Dahal |
| Nicaragua                  | President Daniel Ortega | President Daniel Ortega |
| Nieuw-Zeeland              | Koning Charles III | Premier Jacinda Ardern (tot 25 januari) Premier Chris Hipkins (van 25 januari tot 27 november) Premier Christopher Luxon (vanaf 27 november) |
| Niger                      | President Mohamed Bazoum (tot 26 juli) Voorzitter van de Nationale Raad voor de Bescherming van het Vaderland Abdourahamane Tchiani (vanaf 26 juli) | Premier Ouhoumoudou Mahamadou (tot 26 juli) Premier Ali Lamine Zeine (vanaf 8 augustus)                                                      |
| Nigeria                    | President Muhammadu Buhari (tot 29 mei) President Bola Tinubu (vanaf 29 mei)                                                                        | President Muhammadu Buhari (tot 29 mei) President Bola Tinubu (vanaf 29 mei)                                                                 |
| Noord-Korea                | Voorzitter van de Commissie voor Staatszaken Kim Jong-un                                                                                            | Premier Kim Tok-hun |
| Noord-Macedonië            | President Stevo Pendarovski | Premier Dimitar Kovačevski |
| Noorwegen                  | Koning Harald V | Premier Jonas Gahr Støre |

## O
| Landsnaam   | Staatshoofd                             | Regeringsleider                                                           |
| ----------- | --------------------------------------- | ------------------------------------------------------------------------- |
| Oeganda     | President Yoweri Museveni               | Premier Robinah Nabbanja                                                  |
| Oekraïne    | President Volodymyr Zelensky            | Premier Denys Sjmyhal                                                     |
| Oezbekistan | President Sjavkat Mirzijojev            | Premier Abdulla Aripov                                                    |
| Oman        | Sultan Haitham bin Tariq Al Said        | Sultan Haitham bin Tariq Al Said                                          |
| Oost-Timor  | President José Ramos-Horta              | Premier Taur Matan Ruak (tot 1 juli) Premier Xanana Gusmão (vanaf 1 juli) |
| Oostenrijk  | Bondspresident Alexander Van der Bellen | Bondskanselier Karl Nehammer                                              |

## P
| Landsnaam           | Staatshoofd                                                                                | Regeringsleider                                                                                     |
| ------------------- | ------------------------------------------------------------------------------------------ | --------------------------------------------------------------------------------------------------- |
| Pakistan            | President Arif Alvi                                                                        | Premier Shehbaz Sharif (tot 14 augustus) Premier Anwar ul Haq Kakar (waarnemend, vanaf 14 augustus) |
| Palau               | President Surangel Whipps Jr.                                                              | President Surangel Whipps Jr.                                                                       |
| Palestina           | President Mahmoud Abbas                                                                    | Premier Mohammad Shtayyeh                                                                           |
| Panama              | President Laurentino Cortizo                                                               | President Laurentino Cortizo                                                                        |
| Papoea-Nieuw-Guinea | Koning Charles III                                                                         | Premier James Marape                                                                                |
| Paraguay            | President Mario Abdo Benítez (tot 15 augustus) President Santiago Peña (vanaf 15 augustus) | President Mario Abdo Benítez (tot 15 augustus) President Santiago Peña (vanaf 15 augustus)          |
| Peru                | President Dina Boluarte                                                                    | Premier Alberto Otárola                                                                             |
| Polen               | President Andrzej Duda                                                                     | Premier Mateusz Morawiecki (tot 13 december) Premier Donald Tusk (vanaf 13 december)                |
| Portugal            | President Marcelo Rebelo de Sousa                                                          | Premier António Costa                                                                               |

## Q
| Landsnaam | Staatshoofd                   | Regeringsleider |
| --------- | ----------------------------- | --- |
| Qatar     | Emir Tamim bin Hamad al-Thani | Premier Khalid bin Khalifa bin Abdul Aziz al-Thani (tot 7 maart) Premier Mohammed bin Abdulrahman bin Jassim al-Thani (vanaf 7 maart) |

## R
| Landsnaam | Staatshoofd               | Regeringsleider |
| --------- | ------------------------- | --- |
| Roemenië  | President Klaus Johannis  | Premier Nicolae Ciucă (tot 12 juni) Premier Cătălin Predoiu (waarnemend, van 12 juni tot 15 juni) Premier Marcel Ciolacu (vanaf 15 juni) |
| Rusland   | President Vladimir Poetin | Premier Michail Misjoestin |
| Rwanda    | President Paul Kagame     | Premier Édouard Ngirente |

## S
| Landsnaam                                                               | Staatshoofd | Regeringsleider |
| ----------------------------------------------------------------------- | --- | --- |
| Saint Kitts en Nevis                                                    | Koning Charles III | Premier Terrance Drew |
| Saint Lucia                                                             | Koning Charles III | Premier Philip Pierre |
| Saint Vincent en de Grenadines                                          | Koning Charles III | Premier Ralph Gonsalves |
| Salomonseilanden                                                        | Koning Charles III | Premier Manasseh Sogavare |
| Samoa                                                                   | O le Ao o le Malo Va'aletoa Sualauvi II | Premier Naomi Mataʻafa |
| San Marino                                                              | Kapitein-regenten Maria Luisa Berti en Manuel Ciavatta (tot 1 april) Kapitein-regenten Alessandro Scarano en Adele Tonnini (van 1 april tot 1 oktober) Kapitein-regenten Filippo Tamagnini en Gaetano Troina (vanaf 1 oktober) | Kapitein-regenten Maria Luisa Berti en Manuel Ciavatta (tot 1 april) Kapitein-regenten Alessandro Scarano en Adele Tonnini (van 1 april tot 1 oktober) Kapitein-regenten Filippo Tamagnini en Gaetano Troina (vanaf 1 oktober) |
| Saoedi-Arabië                                                           | Koning Salman bin Abdoel Aziz al-Saoed | Kroonprins Mohammad bin Salman al-Saoed |
| Sao Tomé en Principe                                                    | President Carlos Vila Nova | Premier Patrice Trovoada |
| Senegal                                                                 | President Macky Sall | Premier Amadou Ba |
| Servië                                                                  | President Aleksandar Vučić | Premier Ana Brnabić |
| Seychellen                                                              | President Wavel Ramkalawan | President Wavel Ramkalawan |
| Sierra Leone                                                            | President Julius Maada Bio | Eerste minister Jacob Jusu Saffa (tot 10 juli) Eerste minister David Moinina Sengeh (vanaf 10 juli) |
| Singapore                                                               | President Halimah Yacob (tot 14 september) President Tharman Shanmugaratnam (vanaf 14 september) | Premier Lee Hsien Loong |
| Slovenië                                                                | President Nataša Pirc Musar | Premier Robert Golob |
| Slowakije                                                               | President Zuzana Čaputová | Premier Eduard Heger (tot 15 mei) Premier Ľudovít Ódor (van 15 mei tot 25 oktober) Premier Robert Fico (vanaf 25 oktober) |
| Soedan                                                                  | Voorzitter van de militaire raad Abdel Fattah al-Burhan | Premier Osman Hussein (waarnemend) |
| Somalië                                                                 | President Hassan Sheikh Mohamud | Premier Hamza Abdi Barre |
| Spanje                                                                  | Koning Felipe VI | Premier Pedro Sánchez |
| Sri Lanka                                                               | President Ranil Wickremesinghe | Premier Dinesh Gunawardena |
| Suriname                                                                | President Chan Santokhi | President Chan Santokhi |
| Swaziland                                                               | Koning Mswati III | Premier Cleopas Dlamini (tot 28 september) Premier Mgwagwa Gamedze (waarnemend, van 28 september tot 6 november) Premier Russell Dlamini (vanaf 6 november)                                                                    |
| Syrië                                                                   | President Bashar al-Assad | Premier Hussein Arnous |
| Syrië (deels internationaal erkende regering van de Syrische oppositie) | President Salem al-Meslet (tot 12 september) President Hadi al-Bahra (vanaf 12 september) | Premier Abdurrahman Mustafa |

## T
| Landsnaam          | Staatshoofd                                                                             | Regeringsleider                                                                           |
| ------------------ | --------------------------------------------------------------------------------------- | ----------------------------------------------------------------------------------------- |
| Tadzjikistan       | President Emomalii Rachmon                                                              | Premier Kokhir Rasulzoda                                                                  |
| Taiwan             | President Tsai Ing-wen                                                                  | Premier Su Tseng-chang (tot 31 januari) Premier Chen Chien-jen (vanaf 31 januari)         |
| Tanzania           | President Samia Suluhu Hassan                                                           | Premier Kassim Majaliwa                                                                   |
| Thailand           | Koning Maha Vajiralongkorn Bodindradebayavarangkun                                      | Premier Prayuth Chan-o-cha (tot 22 augustus) Premier Srettha Thavisin (vanaf 22 augustus) |
| Togo               | President Faure Eyadéma Gnassingbé                                                      | Premier Victoire Tomegah Dogbé                                                            |
| Tonga              | Koning Tupou VI                                                                         | Premier Siaosi Sovaleni                                                                   |
| Trinidad en Tobago | President Paula-Mae Weekes (tot 20 maart) President Christine Kangaloo (vanaf 20 maart) | Premier Keith Rowley                                                                      |
| Tsjaad             | President Mahamat Déby (waarnemend)                                                     | Premier Saleh Kebzabo                                                                     |
| Tsjechië           | President Miloš Zeman (tot 8 maart) President Petr Pavel (vanaf 9 maart)                | Premier Petr Fiala                                                                        |
| Tunesië            | President Kais Saied                                                                    | Premier Najla Bouden (tot 1 augustus) Premier Ahmed Hachani (vanaf 1 augustus)            |
| Turkije            | President Recep Tayyip Erdoğan                                                          | President Recep Tayyip Erdoğan                                                            |
| Turkmenistan       | President Serdar Berdimuhamedow                                                         | President Serdar Berdimuhamedow                                                           |
| Tuvalu             | Koning Charles III                                                                      | Premier Kausea Natano                                                                     |

## U
| Landsnaam | Staatshoofd                        | Regeringsleider                    |
| --------- | ---------------------------------- | ---------------------------------- |
| Uruguay   | President Luis Alberto Lacalle Pou | President Luis Alberto Lacalle Pou |

## V
| Landsnaam                    | Staatshoofd | Regeringsleider |
| ---------------------------- | --- | --- |
| Vanuatu                      | President Nikenike Vurobaravu | Premier Ishmael Kalsakau (tot 4 september) Premier Sato Kilman (van 4 september tot 6 oktober) Premier Charlot Salwai (vanaf 6 oktober) |
| Vaticaanstad                 | Paus Franciscus | Voorzitter van de Pauselijke Commissie: Fernando Vérgez Alzaga L.C.                                                                     |
| Venezuela                    | President Nicolás Maduro | President Nicolás Maduro |
| Verenigde Arabische Emiraten | President Mohammed bin Zayed Al Nahyan | Premier Mohammed bin Rasjid Al Maktoem                                                                                                  |
| Verenigd Koninkrijk          | Koning Charles III | Premier Rishi Sunak |
| Verenigde Staten             | President Joe Biden | President Joe Biden |
| Vietnam                      | President Nguyễn Xuân Phúc (tot 18 januari) President Võ Thị Ánh Xuân (waarnemend, van 18 januari tot 2 maart) President Võ Văn Thưởng (vanaf 2 maart) | Premier Phạm Minh Chính |

## W
| Landsnaam   | Staatshoofd                     | Regeringsleider            |
| ----------- | ------------------------------- | -------------------------- |
| Wit-Rusland | President Aleksandr Loekasjenko | Premier Roman Golovtsjenko |

## Z
| Landsnaam   | Staatshoofd | Regeringsleider |
| ----------- | --- | --- |
| Zambia      | President Hakainde Hichilema | President Hakainde Hichilema |
| Zimbabwe    | President Emmerson Mnangagwa | President Emmerson Mnangagwa |
| Zuid-Afrika | President Cyril Ramaphosa | President Cyril Ramaphosa |
| Zuid-Korea  | President Yoon Suk-yeol | Premier Han Duck-soo |
| Zuid-Soedan | President Salva Kiir Mayardit | President Salva Kiir Mayardit |
| Zweden      | Koning Carl XVI Gustaf | Premier Ulf Kristersson |
| Zwitserland | Bondsraad met als leden: Alain Berset (bondspresident), Viola Amherd, Élisabeth Baume-Schneider, Ignazio Cassis, Karin Keller-Sutter, Guy Parmelin en Albert Rösti | Bondsraad met als leden: Alain Berset (bondspresident), Viola Amherd, Élisabeth Baume-Schneider, Ignazio Cassis, Karin Keller-Sutter, Guy Parmelin en Albert Rösti |